# Armand Nováček
Armand Nováček (Bucarest, 1937 – Bad Fredeburg, 16 agosto 2019) è stato un cestista rumeno.

## Carriera
Con la Romania ha disputato quattro edizioni dei Campionati europei (1957, 1959, 1961, 1965).